# 3-甲基-3-巯基-1-丁醇
3-甲基-3-巯基-1-丁醇（缩写：MMB）是一种同时具有巯基和羟基的有机化合物，化学式为C5H12OS。MMB是猫尿中猫尿氨酸的降解产物，是一种猫信息素。
MMB也在长相思葡萄酒及其相关化合物4-甲基-4-巯基-2-戊醇和3-巯基-1-己醇中发现。